# Nils Turesson Bielke
Nils Turesson Bielke (Hörningsholm, 5 novembre 1569 – 17 dicembre 1639) è stato un politico svedese.
Membro del consiglio privato, suo padre era Ture Pedersson Bielke.

## Carriera
Nils Turesson Bielke fu sostenitore della fazione che appoggiava il duca Carlo durante la guerra civile, la sua personalità rimase nell'ombra perché non ebbe mai incarichi militari che avrebbero permesso una sua maggiore notorietà.
La sua fedeltà al duca fu premiata nel 1602 con la nomina a Kansliråd, il vice direttore dell'ufficio reale; nel 1605 divenne governatore della città di Tallinn e della sua provincia, l'anno successivo divenne membro del consiglio privato, dal 1608 fu nominato giudice.
Inoltre sia lui che il fratello furono elevati al rango di baroni. Il fratello era cancelliere sino al 1609 anno della sua morte.

## Trattato di Knäred
Ricoprì il ruolo di delegato alle trattative di pace che misero fine alla guerra di Kalmar e che si conclusero con la firma del trattato di Knäred nel 1613.

## Incarichi come giudice
Nel 1614 divenne assessore alla corte d'appello della contea di Svea con sede a Stoccolma e ricevette la nomina per la contea Smålands nel 1617. Il primo incarico come presidente di corte d'appello lo ricevette nel 1623 quando fu a capo della corte di Turku e venne nominato governatore della Finlandia.

## Vita personale
Nils Turesson Bielke era cugino di secondo grado della madre del cancelliere Axel Oxenstierna, nel 1605 sposò la baronessa Ingeborg Oxenstierna dalla quale ebbe otto figli:
1. Ture Bielke (1606-1648)
2. Sigrid Bielke (1607-1634) sposò il conte Åke Henriksson Tottiga (1598-1640)
3. Christina Bielke (1609-1609)
4. Carin Bielke (1612-1694) sposò nel 1641 il maresciallo Axel Banériga (1594-1642)
5. Gustaf Bielke (1618-1661)
6. Svante Bileke (1620-1645)
7. Brita Bielke (- -1669) sposò nel 1642 a Stoccolma Gustaf Banériga (1618-1689)
8. Sten Bielke nato nel castello di Turku l'8 agosto 1624 fu tesoriere del regno dal 1672 al 1684 anno in cui morì

| Controllo di autorità | VIAF (EN) 2058150808951419000006 · ISNI (EN) 0000 0004 8414 2507 · GND (DE) 1141316358 |